# Альтернативная версия о взрывах жилых домов в России в сентябре 1999 года
Альтернативная (по мнению ряда историков, а также правозащитников и журналистов, конспирологическая) версия о взрывах жилых домов в России 4—16 сентября 1999 года — теория, согласно которой взрывы жилых домов чеченскими террористами в сентябре 1999 года на самом деле были организованы российскими властями, в том числе лично тогда действующим премьер-министром и бывшим директором ФСБ Владимиром Путиным, а также Федеральной службой безопасности Российской Федерации. Сторонники этой версии считают, что взрывы были выгодны действующим властям и, наоборот, не выгодны чеченским боевикам, и что именно после взрывов Владимир Путин смог обеспечить себе повышение рейтинга и, как следствие, победу на президентских выборах 2000 года. Среди причин, по которым власти могли пойти на такой шаг, сторонниками теории также назывались желание усилить роль ФСБ в политической жизни России, а также необходимость оправдать Вторую чеченскую войну.

## Предыстория
Накануне начала Первой чеченской войны в ноябре 1994 года в Москве сработали два мощных тротиловых заряда на железнодорожном мосту через Яузу. Также в декабре в Москве взрывное устройство сработало на Московской окружной железной дороге и 27 декабря взорвался пассажирский автобус. Оперативники Московского уголовного розыска выяснили, что за преступлениями стоят члены банды Максима Лазовского, в которую ранее были внедрены сотрудники ФСБ. Во время судебных заседаний осужденный за взрыв автобуса Владимир Воробьев назвал себя агентом спецслужб, а адвокат утверждал, что найденные у Лазовского документы прикрытия были выданы в ФСБ.
Согласно свидетельству Сергея Степашина, план новых активных военных действий против Чеченской республики разрабатывался с марта 1999 года.
10 июля 1999 года журналист Ян Бломгрен написал, что Администрация президента прорабатывает план поиска и поддержки лояльного кандидата на пост президента на предстоящих выборах в 2000 году. Журналист предупредил о возможных терактах, в которых обвинят чеченцев, с целью объявления чрезвычайного положения и переноса выборов. Позднее Бломгрен пояснил, что его источники были знакомы с дискуссиями внутри политической элиты.
22 июля 1999 года журналист Александp Жилин заявил, что Администрацией президента разработан и утверждён план дискредитации Лужкова с помощью провокационных мероприятий, призванных дестабилизировать ситуацию в Москве. По данным Жилина, планировалось проведение террористических актов (или попыток теpактов) в отношении ряда государственных учреждений и редакций «антилужковских» изданий, предусматривалось похищение людей «чеченскими боевиками».

## Возникновение версии
В газете «Московский комсомолец» от 13 сентября 1999 года сообщается о подготовке спецслужбами аналитической записки по теракту в Москве на улице Гурьянова: 
Согласно основной версии, непосредственно в подготовке теракта чеченские боевики не принимали участия. Судя по картине взрыва, бомбу закладывали специалисты, прошедшие подготовку в российских секретных ведомствах.
14 сентября 1999 года депутат Госдумы Константин Боровой на пресс-конференции заявил о причастности российских спецслужб ко взрывам жилых домов в Москве. Позднее Боровой утверждал, что обвинение было основано на данных, которые передали ему сотрудники ГРУ.

## Развитие версии
По версии публициста Бориса Кагарлицкого, опубликованной 24 января 2000 года, сотрудники ГРУ осуществляли прикрытие операции по взрыву домов в Москве, а для её исполнения были привлечены люди из структур Ширвани Басаева.

### Роль Юрия Фельштинского и Александра Литвиненко
Версия о причастности властей России и спецслужб к терактам была впервые подробно изложена в книге «ФСБ взрывает Россию». Книга написана историком Рутгеровского университета Юрием Фельштинским и бывшим сотрудником ФСБ Александром Литвиненко, который был уволен из ФСБ в декабре 1998 года, а в 2000 году получил политическое убежище в Великобритании. Впервые отрывки этой книги были опубликованы в спецвыпуске «Новой газеты» 27 августа 2001 года. Полное издание вышло в 2002 году.
Также в 2002 году по книге Литвиненко и Фельштинского французскими режиссёрами Жаном-Шарлем Деньо (Jean-Charles Deniau) и Шарлем Газелем (Charles Gazelle) был снят документальный фильм «Покушение на Россию». Аналогичные идеи были высказаны в книге Александра Литвиненко «ЛПГ (Лубянская преступная группировка)», также изданной в 2002 году.

#### Утверждение о невиновности Батчаева и Крымшамхалова
В 2002 году Литвиненко и Фельштинский заявили, что получили письмо от имени Тимура Батчаева и Юсуфа Крымшамхалова, террористов, прямо причастных к взрывам жилых домов в Москве и Волгодонске. В письме Батчаев и Крымшамхалов не отрицали свою вину полностью, но утверждали, что участвовали только в транспортировке взрывчатки и при этом думали, что она будет использована для подрыва административных зданий и военных объектов. Также Батчаев и Крымшамхалов заявили, что они не имели с Басаевым и Хаттабом никаких связей и что операция по осуществлению взрывов домов была организована лично директором ФСБ Николаем Патрушевым, а её куратором был вице-адмирал Герман Угрюмов. Согласно утверждению террористов, также содержащемуся в их письме, Угрюмов впоследствии скончался не от сердечного приступа, а был ликвидирован ФСБ. По словам Батчаева и Крымшамхалова, общее число членов их группы составляло более тридцати человек. При этом как руководителей среднего звена они, по их словам, знали некоего подполковника, татарина по национальности, пользовавшегося псевдонимом «Абубакар», а также некоего полковника, русского по национальности, с псевдонимом «Абдулгафур». Последнего Батчаев и Крымшамхалов предположительно отождествляли с криминальным авторитетом Максимом Лазовским.
Вина Батчаева и Крымшамхалова (а также их сообщника Адама Деккушева) в умышленном подрыве жилых домов была установлена судом на основании вещественных улик, свидетельских показаний и данных экспертиз. Литвиненко и Фельштинский не смогли предоставить фактических доказательств тому, что официальное обвинение в адрес террористов было сфабриковано. Также они не смогли предоставить фактических доказательств содержащейся в письме Батчаева и Крымшамхалова информации.
Крымшамхалов и Деккушев были захвачены на территории Грузии во время совместной операции грузинского спецназа и ФСБ (Батчаев во время захвата оказал вооружённое сопротивление и был убит), а затем выданы грузинской стороной России. По мнению оппозиционной журналистки Юлии Латыниной, если бы существовала хотя бы малейшая возможность того, что эти террористы могут иметь отношение к некоему заговору российских спецслужб, Грузия, на тот момент являвшаяся союзником США и геополитическим противником России, не стала бы производить их выдачу. Также Латынина высказала мнение, согласно которому Батчаев и Крымшамхалов намеренно солгали о своей невиновности и о возможной причастности ФСБ ко взрывам, так как считали, что это поможет им остаться в Грузии и тем самым избежать российского правосудия. В 2007 году бывший близкий друг Березовского предприниматель Никита Чекулин заявил, что письмо от имени Батчаева и Крымшахалова никогда не существовало в действительности и было сфальсифицировано Юрием Фельштинским.

#### Утверждение о том, что террористы не взяли на себя ответственность за взрывы
Литвиненко и Фельштинский, а также некоторые другие сторонники теории утверждали, что лидеры террористов не взяли ответственность за взрывы домов, и, следовательно, по этой причине не могли быть причастны к взрывам. Тем не менее, по мнению журналистки Юлии Латыниной, данное утверждение не соответствует действительности.
В частности, Шамиль Басаев в интервью чешской журналистке Петре Прохазковой, комментируя взрывы, заявил, что это «дагестанские бомбы», которые взорвались «в ответ на то, что Россия терроризирует Дагестан».
Хаттаб в интервью Ассошиэйтед Пресс, взятом между 9 и 13 сентября, и опубликованном 14 сентября 1999 года, заявил: «Мы будем, короче, конкретно бомбить, только не самолёт, короче, а другое. Они будет видеть наши взрывы. Пусть Россия ждет наши взрывы. Пусть они ждут [в] ихних городах. Везде — ждут наши взрывы. Мы конкретно будем работать.» 14 сентября 1999 года Хаттаб заявил агентству Интерфакс в Грозном, что не имеет отношения к взрыву в Москве, и что «мы не будем уподобляться тем, кто убивает спящих гражданских бомбами и снарядами».
14 сентября 1999 года лидер радикальной исламистской организации «Ансар аш-Шариа» («Приверженцы шариата») Абу Хамза аль-Масри направил в редакцию газеты «Аль-Хаят» заявление, в котором выступил в поддержку взрывов жилых домов в Буйнакске и Москве. Он заявил, что эти взрывы являются «исламской местью русским за обстрелы и изнасилования гражданского населения в Чечне и Дагестане». По словам аль-Масри, «женщин и детей специально никто не убивает на войне», однако операции в России, в которых погибли женщины и дети, «являются единственной возможностью заставить неверных отказаться от их политики».
27 сентября 1999 года «Новая Газета — Понедельник» опубликовала интервью с директором рабочей группы Конгресса США по противодействию терроризму Джозефом Бодански. По мнению Бодански, расчёт террористов был на то, чтобы сделать войну в Дагестане и на Северном Кавказе неприемлемой для россиян, и заставить их потребовать от властей прекратить войну за Кавказ.

#### Утверждение о подменённом фотороботе Гочияева
11 ноября 2003 года адвокат и бывший сотрудник ФСБ Михаил Трепашкин публично заявил о том, что фоторобот, составленный по описанию человека, заложившего бомбы в подвалы домов в Москве, был подделан правоохранительными органами. Трепашкин заявил, что первоначальный фоторобот изображал другого человека, в котором он опознал Владимира Михайловича Романовича, являвшегося, по утверждению Трепашкина, сотрудником ФСБ. Также, по словам Трепашкина, спустя полгода после взрывов он узнал, что Романовича, который к тому времени выехал на Кипр, задавила машина.
Утверждение о подменённом фотороботе было опровергнуто 23 сентября 2009 года редакцией «Новой газеты»:

Автор текста, опубликованного 9 сентября с. г. под названием «У сомнений нет срока давности», и редакция просят у читателей, и в первую очередь у вдовы Владимира Романовича, извинения за нижеследующее. Из изложенного в статье под рубрикой «Второй вопрос» следует, что якобы работавший на ФСБ Романович погиб на Кипре в 2000 году. По полученным нами после публикации данной статьи юридически достоверным текстам свидетельств о его смерти (источник — органы власти Республики Кипр), следует, что смерть Романовича наступила в апреле 1998 года. Поэтому правомерность версии (от кого бы она ни исходила) о причастности В. М. Романовича к событиям осени 1999 года приобретает практически мистический характер. Мы считаем необходимым принести свои извинения семье покойного за то, что хотя косвенно и с большим скепсисом, но упомянули его имя в контексте взрывов домов в 1999 году и возможных связей этого человека с ФСБ России.

### Роль Никиты Чекулина
Изначально версию Литвиненко и Фельштинского о причастности российских спецслужб к терактам также поддержал российский предприниматель и близкий друг Бориса Березовского Никита Чекулин. В частности, в 2002 году, находясь в Лондоне, он заявлял, что был завербован ФСБ и обнаружил хищения гексогена институтом Министерства образования России в 1999—2000 годах. Также Чекулин подтвердил версию о причастности ФСБ на пресс-конференции, организованной Березовским примерно в то же время. Тем не менее, в 2006 году Чекулин заявил, что, согласно имеющимся у него неопровержимым данным, российские спецслужбы никоим образом не могли быть причастны ко взрывам и что все предыдущие высказывания в пользу данной версии он сделал под давлением Березовского.

### Роль Бориса Березовского
Б. Березовский сначала полагал, что взрывы организовали чеченские террористы, затем изменил своё мнение и в 2000-х придерживался версии, что взрывы были организованы близкими к В. Путину сотрудниками ГРУ и (или) ФСБ без его ведома.
По мнению ряда журналистов, а также представителя ФСБ Андрея Ларюшина, теория заговора была искусственно создана по личной инициативе или, как минимум, при большой поддержке российского предпринимателя и политика Бориса Березовского. Например, согласно утверждению журналистки Юлии Латыниной, Березовский придумал эту версию для того, чтобы намеренно оговорить Владимира Путина, с которым на тот момент находился в жёстком конфликте. Некоторые официальные лица России высказывались о том, что таким образом Березовский пытался не допустить своего ухода из медийного пространства. В начале 2000-х годов британская телекомпания Би-Би-Си отмечала, что многие обозреватели выражают сомнение в правдоподобности версии о причастности ФСБ к взрывам домов и связывают её возникновение с политической деятельностью Березовского, находящегося в жёсткой оппозиции к президенту Путину.
В частности, Березовский на 25 % профинансировал создание фильма «Покушение на Россию». Книга «ФСБ взрывает Россию» была издана на деньги основанного Березовским «Фонда гражданских свобод», вследствие чего писатель Жорес Медведев назвал её «имеющей „заказной“ характер».

### Роль Андрея Пионтковского
Версию о причастности действующих властей и ФСБ к взрывам поддержал и озвучил в своих статьях оппозиционный политолог Андрей Пионтковский, позднее собравший статьи в книгу «За Родину! За Абрамовича! Огонь!» В отличие от Литвиненко и Фельштинского, Пионтковский утверждал, что к взрывам был причастен и сам Борис Березовский.
Взрывы последовали за вторжением в Дагестан из Чечни вооружённых отрядов экстремистов. По мнению журналистки «Ле Монд» Софи Шихаб со ссылкой на анонимный источник, к финансированию отрядов экстремистов, напавших на Дагестан, был причастен Борис Березовский. В то же время в самой России шла острая борьба за будущую власть в преддверии выборов Президента России между окружением президента Б. Ельцина, поддерживавшим В. Путина как официального преемника Ельцина, и группой Лужкова-Примакова.
Согласно Пионтковскому и другим, взрывы являются составной частью так называемой операции «Наследник». Как считают сторонники версии, эта операция осуществлялась т. н. «Семьёй» Ельцина под общим руководством Б. Березовского и имела целью проведения Путина на пост Президента России. Как считают сторонники версии, схема должна была гарантировать «Семье» личную и имущественную неприкосновенность перед лицом возможных, ввиду смены власти, коррупционных расследований. Сторонники версии придерживаются мнения, что вторжение чеченских боевиков в Дагестан также было устроено по сговору с «семейной» группировкой и являлось частью последовательного плана по развязыванию войны для поднятия рейтинга предполагаемого «наследника» (сначала Степашина, — премьер-министра России 12 мая—9 августа 1999 г. — затем Путина).
Сторонники этой версии отмечали статью «Сговор» (а также более позднюю статью «Сговор-2») в газете «Версия», в которых были сделаны утверждения о переговорах между действовавшим руководителем Администрации Президента России Александром Волошиным и Шамилем Басаевым в местечке Булье под Ниццей (юг Франции) летом 1999 года накануне вторжения. Согласно статье «Сговор-2», 3 июля 1999 года Шамиль Басаев прибыл на частной яхте в порт Булье, а 4 июля состоялась встреча Ш. Басаева с А. Волошиным. Сайт чеченских сепаратистов Чеченпресс опроверг эти утверждения. Согласно этому сайту, 3 июля Басаев был одним из многих участников «Съезда страны» («Мехкан гулам»), проходившего на стадионе «Динамо» в Грозном. Басаев не мог быть во Франции и раньше, так как «все эти дни шла интенсивная подготовка к „Мехкан гулам“, и Шамиль Басаев был на виду у десятков и сотен людей, которые приезжали к нему и к которым он приезжал сам. И позже 3 июля он не мог быть в Ницце, так как занимался общественной работой в чеченской столице и районах, реализовывая достигнутые договоренности». Бывший министр иностранных дел непризнанной Чеченской Республики Ичкерия Ильяс Ахмадов не принимает всерьез статью в газете по трём причинам: во-первых, он встречался с Басаевым в Ведено в третьей декаде июня 1999, во-вторых, Басаев был участником «Съезда страны» 3 июля, в-третьих, Ахмадову неизвестен случай, когда бы Басаев покинул Северный Кавказ в годы после окончания Первой чеченской войны.
Отмечали также редакционную статью в принадлежащей Б. Березовскому «Независимой газете» от 12 октября 1999 г., где редактор Виталий Третьяков озвучивает популярное в Дагестане мнение, что «войну организовал Березовский». По мнению Третьякова, «чеченцев в Дагестан заманили», чтобы «получить законный повод для восстановления федеральной власти в республике и начала активной фазы борьбы против собравшихся в Чечне террористов», что «это была операция российских спецслужб (не путать её со взрывами домов), причём политически санкционированная на самом верху», и что Березовский был использован спецслужбами втёмную. В ноябре 2002 года журналистка Софи Шихаб утверждала, что в сентябре 1999 года в редакцию газеты «Le Monde» позвонил неназванный «молодой французский предприниматель», входящий в окружение Березовского, и сообщил, что Березовский дал боевикам Басаева 30 млн долларов США и оружие. Масхадов обвинял Березовского в провокации войны и организации взрывов в интервью американскому журналисту Полу Хлебникову; при этом Масхадов полагал, что война организуется окружением Ельцина с целью введения чрезвычайного положения и отмены выборов. В другом интервью Масхадов заявил: «След надо искать в самой Москве, а организаторов — далеко за пределами России. Это силы, которые, разыгрывая чеченскую карту, хотят развалить Россию и установить своё влияние на Кавказе».
Березовский опроверг подозрение Пионтковского в соучастии в нападении на Дагестан.
5 марта 2002 года, после эмиграции Березовского, представитель Генпрокуратуры России сделал заявление о причастности Березовского к финансированию чеченских террористов летом 1999 года. Прокуратурой были представлены свидетельские показания о том, что Березовский через своего партнёра Бадри Патаркацишвили и вице-премьера ЧРИ Казбека Махашева поставлял деньги на закупку оружия первому вице-премьеру ЧРИ Мовлади Удугову. Журналистам была представлена стенограмма показаний неназванного свидетеля, заявившего: «Мне известно, что в июле 1999 года в аэропорту Нальчика состоялась встреча Бадри с Казбеком Махашевым, Бадри привез деньги от Березовского для похода на Дагестан. Во время одной из встреч Бадри с Бауди Бакуевым, мне стало известно о том, что Березовский передал им около 30 миллионов рублей на эти цели…». Представитель прокуратуры сообщил, что если будет собрано достаточно доказательств, то Березовскому будет предъявлено официальное обвинение в финансировании террористов. Это обвинение так и не было предъявлено.
Согласно книге Е. Трегубовой «Байки кремлёвского диггера», вышедшей в 2003 году, потребность в «маленькой победоносной войне» как единственном возможном средстве для поднятия рейтинга «наследника» [В. Путина] у команды, продвигавшей его, в августе 1999 года спрогнозировал руководитель Управления информации Правительства России, глава агентства РИА «Новости» в 1998—2000 гг. Алексей Волин.
Сергей Степашин (в 1998—начале 1999 — глава МВД РФ) заявил в 2000 году, что после того, как 5 марта 1999 года чеченские боевики похитили представителя МВД РФ в Чечне генерал-лейтенанта Геннадия Шпигуна, «стало ясно, что чеченский президент Аслан Масхадов не в состоянии самостоятельно бороться с террористами». Степашин отметил, что «все соседние республики страдали от постоянных набегов, грабежей и убийств, учиняемых чеченскими бандами». Он также заявил, что «только летом, в июле, мы приняли решение занять территорию к северу от Терека». Предполагалось, что с этой территории спецподразделения будут совершать операции на всей Чечне с целью захвата главарей бандформирований. Терек должен был стать естественной границей. Ввод войск в Чечню, по его словам, произошёл бы, даже если бы нападений на Дагестан и взрывов в Москве не случилось. По его мнению, президент ЧРИ Аслан Масхадов до нападения боевиков на Дагестан ещё мог спасти Чечню и предотвратить кровопролитие. По словам Степашина, он три раза встречался с Масхадовым и призывал его официально объявить Басаева террористом и бандитом. «После нападения на Дагестан руководители других кавказских республик тоже стали призывать Масхадова объявить Басаева и Хаттаба преступниками и объявить их вне закона. Аслан не сделал этого, тем самым поставив крест на самом себе», отметил Степашин.
По мнению Ильяса Ахмадова, Басаев и Удугов вынашивали планы вторжения в Дагестан начиная со второй половины 1998 года. По словам Ахмадова,

Я очень сильно сомневаюсь, что Шамиль заключил какое-то соглашение с Кремлем, и я не считаю, что явное соглашение было необходимым. Русским не нужно было ничего делать для того, чтобы это вторжение произошло, им надо было всего лишь быть внимательными и полностью использовать ту благоприятную возможность, которую Шамиль сам создавал.
Оригинальный текст (англ.)I doubt very much that Shamil had entered into an agreement with the Kremlin, nor do I think an explicit agreement was necessary. The Russians didn’t need to do anything to make this incursion happen; they just needed to pay attention and make the most of the opportunity that Shamil himself was creating.

Утверждения Ю. Фельштинского о получении им заявлений А. Гочияева
3 марта 2003 года и 14 марта 2005 года в «Новой газете» были опубликованы статьи, в которых утверждалось, что Ю. Фельштинский получил через посредника заявления от имени А. Гочияева. Согласно тексту этих заявлений, А. Гочияев признался, что арендовал подвалы в нескольких московских зданиях, в том числе в тех, где произошли взрывы. Согласно тексту заявлений от имени А. Гочияева, он сделал это по просьбе Рамазана Дышекова, хорошо знакомого ему ещё со школьной скамьи; А. Гочияев утверждает, что Дышеков являлся скрытым агентом ФСБ; А. Гочияев полностью отрицает свою причастность к организации взрывов. В заявлениях от имени Гочияева утверждалось, что он сам позвонил в милицию после второго взрыва и сообщил о дополнительных складах в Капотне и на Борисовских Прудах (Москва). По информации же газеты «Коммерсантъ», проведшей собственное расследование, о складе на Борисовских прудах сообщили риелторы (и не в милицию, а в ФСБ), у которых Лайпанов, разыскиваемый по подозрению в совершении терактов, снимал помещения. Сотрудники правоохранительных органов обнаружили на складе 50 мешков со взрывчаткой общим весом 2,5 тонны и шесть запрограммированных таймеров. При этом в заявлениях от имени Гочияева ни словом не упоминается о том, что помещения арендовались на фамилию Лайпанов, паспорт которого использовался при аренде (Лайпанов погиб за несколько месяцев до терактов). А. Литвиненко предложил членам общественной комиссии С. Ковалёва проверить записи звонков в милицию и номера собеседников Гочияева в день взрыва на Гурьянова. Комиссия поручила проверку Михаилу Трепашкину. Проверка произведена не была.
В июле 2002 года ФСБ России обратилась к британским спецслужбам с просьбой допросить А. Литвиненко по поводу его связей с А. Гочияевым; Литвиненко заявил, что готов дать показания в соответствии с законом, но полиции, а не спецслужбе MI5, что он как бывший офицер спецслужб считает некорректным.
Обещанные Ю. Фельштинским видеозаписи заявлений А. Гочияева так и не были предоставлены общественной комиссии С. Ковалёва. В 2003 году ответственный секретарь комиссии Лев Левинсон заявил, что была предоставлена «только стенограмма, неизвестно кем напечатанная. Плёнки нам долго обещали предъявить, но уже больше года прошло, а воз и ныне там».
Фотографии Ачемеза Гочияева и Хаттаба
На официальном сайте ФСБ были размещены несколько фотографий Гочияева (который по данным следствия является организатором терактов), в том числе групповое фото Гочияева с Хаттабом (по версии следствия — заказчик терактов). «Эти фотографии взяты из найденного в ходе оперативно-розыскных мероприятий на территории Чечни личного компьютера чеченского боевика, находящегося в настоящее время в розыске», — пояснили в ФСБ. В июле 2002 года Александр Литвиненко заявил, что групповое фото является фотомонтажом, а следовательно, фальшивкой. Такое заключение он получил от британского эксперта Джефри Джона Оксли. Сам эксперт заявил, что на фотографиях из семейного альбома Гочияева и на фотографиях из розыска ФСБ изображен один и тот же человек, что же касается фото с Хаттабом, то эксперт затруднился дать определённый ответ. «Человек Б здесь в шапке, надвинутой на брови, а также с густой бородой, а сама фотография очень низкого качества, поэтому нельзя с уверенностью сказать, что это тот же самый человек, что на других фотографиях», — сказал эксперт. На вопрос журналистов, можно ли считать это фото подделкой, он ответил: «Ни в коем случае. Просто фотография плохого качества. В этом нет никакого криминала».

#### Прочие утверждения сторонников версии
- Сотрудница юридической фирмы «Деловая компания» Татьяна Королёва помогала Ачемезу Гочияеву с регистрацией документов его фирмы «Бранд-2» (от имени этой фирмы снимались в аренду склады во взорванных домах, в эти склады завозилась взрывчатка)[99]. Допрашивая сотрудников «Деловой компании», следователи узнали, что Королёва не только оформляла документы Гочияеву, но и была его любовницей[99][100]. Королёва была задержана в ночь на 13 сентября 1999 года[99]. Но когда сотрудники правоохранительных органов приехали к ней домой, Гочияева там уже не было[99]. Газета «Коммерсант» предположила, что в это время он находился на Каширском шоссе, в том самом доме, где была заложена бомба[99]. Королёва сказала, что у её сожителя возникли какие-то деловые проблемы и он велел ей на время уехать из Москвы[99]. «Я знала, что он пользуется чужими документами и подозревала что-то неладное, но он меня в свои дела не посвящал», заявила она[99]. Допрос решили продолжить на следующий день, а Королёву отправили в изолятор и утром 13 сентября отпустили[99]. Ещё через несколько дней она исчезла и была объявлена в розыск[99]. Газета «Коммерсант» в октябре 1999 года писала, что по оперативным данным Королёва находится в одном из горных районов Чечни, где скрываются супруги Гочияевы[99].
- Один из судебных процессов по делу о взрывах домов (над террористами Деккушевым и Крымшамхаловым) был закрытым[101].
- Некоторые[какие?] вопросы, поднятые в книге Литвиненко и Фельштинского и в публикациях «Новой газеты», остались без ответа официальных властей[102][103].
- 1 октября 2003 года директор московского «Киноцентра» В. Медведев отменил запланированный показ фильмов о Чечне, среди которых были «Покушение на Россию», «Правдивые рассказы: война Бабицкого», «Убийство с международного согласия» и «Террор в Москве». В. Медведев заявил, что ряд зарубежных фильмов имеют антироссийскую направленность и неприемлемы для показа в «Киноцентре»[104].
- По утверждению «Новой газеты», 29 декабря 2003 года группа милиционеров конфисковала более 4000 экземпляров книги «ФСБ взрывает Россию» на въезде в Москву[105].

#### Социологический опрос о фильме Березовского
В начале 2002 года «Левада-центр» провёл социологический опрос, задав респондентам вопрос: «Недавно в Россию был привезён и показан журналистами фильм, снятый при поддержке Бориса Березовского, который позволяет подозревать, что взрывы домов в Москве и Волгодонске в 1999 году были организованы российскими спецслужбами. Что вы лично думаете по этому поводу?». 6 % ответили, что взрывы были организованы российскими спецслужбами, 37 % ответили, что причастность спецслужб к взрывам не доказана, но исключать её не следует, 38 % ответили, что исключена любая причастность спецслужб к взрывам, остальные затруднились ответить.

#### Прочие версии о причастности властей России к взрывам домов
Версию о причастности российских властей к взрывам домов отстаивает бывший корреспондент Financial Times в Москве Дэвид Сэттер в своей книге «Тьма на рассвете: Взлёт Российского Уголовного Государства», опубликованной издательством Йельского университета. В России эта версия расследуется изданием «Новая газета».
Этой же версии придерживается исследователь российского национализма Джона Данлоп и других исследователей. По его мнению, в пользу этой версии говорит бездействие ФСБ по информации о готовящихся взрывах, идентификацию арендатора места установки бомб как возможного сотрудника ФСБ, и сорванную попытку взрыва многоэтажки в Рязани, впоследствии объявленную руководством ФСБ учениями.
Научный советник правительства Великобритании Дэвид Кинг, привлечённый к расследованию убийства Литвиненко, обвинил российские власти в организации взрывов. Бывший британский дипломат Крейг Мюррей утверждал, что видел отчёт разведывательной службы MI6, в котором приводились доказательства причастности ФСБ. По версии бывшего офицера британской разведки Кристофера Стила, в Москве была проведена операция под фальшивым флагом для оправдания войны в Чечне.
Версии о причастности российских властей к взрывам домов придерживаются сёстры Татьяна и Алёна Морозовы, проживавшие в доме на улице Гурьянова, в котором произошёл взрыв. В своём обращении (2008) к президенту России Дмитрию Медведеву они потребовали проведения независимого расследования взрывов жилых домов. На фестивале независимых документальных фильмов Сандэнс в 2004 году была показана работа российского режиссёра Андрея Некрасова «Недоверие». Фильм воссоздаёт хронологию истории Татьяны и Алёны Морозовых, двух российско-американских сестёр, потерявших свою мать при взрыве дома на улице Гурьянова и решивших найти тех, кто это совершил.
В 1999 году генерал Александр Лебедь дал интервью корреспонденту французской газеты «Фигаро» Лауре Мандевиль, в котором обвинял в организации терактов Басаева и Кремль. В этом интервью он утверждал, что Басаев и Кремль заключили соглашение.

Желая отомстить, любой из чеченских командиров стал бы взрывать командиров, нанёс бы удар по силам МВД или ФСБ, или по армейским складам, или по ядерным центрам. Они не ополчились бы против простых, невинных людей. Искомая цель Кремля — начать массовый террор, дестабилизировать обстановку, сказать в какой-то момент: «Ты не должен идти на избирательный участок, поскольку есть риск быть взорванным вместе с избирательными урнами.
Я полагаю, что есть соглашение с Басаевым, тем более, что Басаев — бывший информатор КГБ»
Американский финансист Джордж Сорос, основываясь на своих личных впечатлениях о стиле операций бизнесмена Бориса Березовского, предложил теорию заговора, согласно которой взрывы жилых домов были организованы именно Березовским.

## Критика
Официальные представители российских властей, ФСБ и МВД, а также многие политики, журналисты и общественные деятели подвергли версию о причастности властей к терактам резкой критике.

### Ответ российских властей и ФСБ на обвинения в организации терактов
Мэр Москвы Юрий Лужков заявил, что версия о причастности российских спецслужб к терактам — ложь. Он высказал мнение, что причастность силовых структур и ФСБ к этим взрывам «нельзя даже рассматривать». Лужков отметил, что он сам принимал «активное участие в анализе причин произошедших терактов и ликвидации их последствий» и усматривает в них «так называемый чеченский след». «Природа этих терактов известна. По оперативным данным, которыми располагала ФСБ России на тот момент, были даже установлены личности людей, их осуществившие. Это, конечно, Чечня», — сказал Лужков. Лужков высказал мнение, что теория о причастности властей была искусственно создана Борисом Березовским, поскольку тот «решил вновь проявить себя на политической арене».
Председатель правления РАО ЕЭС Анатолий Чубайс заявил, что не верит обвинениям, выдвинутым Березовским. По словам Чубайса, «как человек, который знает российскую власть очень хорошо, я могу сказать, что российские спецслужбы не могли отдать команду на организацию взрывов. Я вообще в это не верю. Березовский борется до конца, это в его стиле, я очень хорошо его знаю».
Начальник Центра общественных связей ФСБ РФ Андрей Ларюшин заявил, что Федеральная служба безопасности уже не раз давала ответ по всем взрывам и актам терроризма, совершённым на территории России, и те, кто подзабыл, могут в любой момент зайти на официальный сайт ФСБ и ознакомиться с итогами расследований. Вступать в спор с частным лицом, коим ныне является Березовский, ФСБ не собирается, отметил Ларюшин. По мнению А. Ларюшина, «уже подзабытый широкой общественностью Березовский с помощью фильма «Покушение на Россию», снятого по книге Александра Литвиненко и Юрия Фельштинского «ФСБ взрывает Россию», просто надеется привлечь внимание к себе и своей партии». Он, по словам Ларюшина, «ждёт не дождётся, когда спецслужбы и официальные лица включатся в полемику по поводу взрывов, причём неважно, будут его ругать или хвалить — главное, чтобы имя Березовского и либеральной партии было у всех на слуху».

### Критика теории со стороны журналистов, политиков и общественных деятелей
Одной из тех, кто наиболее резко и систематично критиковал теорию, является российская писательница и журналистка Юлия Латынина, с 2017 года находящаяся в политической эмиграции. Она неоднократно заявляла о своей позиции в эфире своей программы «Код Доступа» на радиостанции «Эхо Москвы», а также предложила подробные объяснения для всех аргументов, обычно приводимых сторонниками. Также Латынина утверждала, что версию о причастности руководства России к терактам придумал Борис Березовский, который таким образом мстил Владимиру Путину за то, что тот фактически отстранил его от власти. В частности, в эфире от 19 сентября 2009 года она заявила следующее:

Я считаю версию о том, что взрывы сделала ФСБ, не просто абсурдной версией. Я считаю, что эта версия нарочно придумана Борисом Абрамовичем Березовским после того, как его отлучили от власти.
Версию о причастности российских властей раскритиковал известный журналист и главный редактор журнала «Forbes» Пол Хлебников. В частности, в своей книге «Крёстный отец Кремля Борис Березовский, или История разграбления России» он написал:

Всё это — из области домыслов. Просто слишком мало улик в пользу той или иной версии. Наиболее вероятное объяснение — бомбы действительно подложили чеченские боевики либо исламские экстремисты, действовавшие от имени своих готовых к бою собратьев по религии. Шамиль Басаев и другие полевые командиры (Салман Радуев, например) в прошлом совершали террористические выпады против мирного населения России и хвастались своими подвигами. Командир ваххабитов Хаттаб был связан со зловещим международным террористом Осама бин Ладеном. Чеченские полевые командиры славились убийственной жестокостью по отношению к своему противнику. Они публично казнили российских военнопленных и гражданских заложников, отрезая головы охотничьими ножами и снимая всё на видеоплёнку. Ясно, что в недрах чеченского «подполья» хватало кандидатов на то, чтобы в 1999 году поднять на воздух жилые дома.
Против версии о причастности российских властей к терактам высказался неоднократно бывавший в Чечне журналист «Новой газеты» Вячеслав Измайлов:

То, что говорит Березовский об участии ФСБ во взрывах в Москве и Волгодонске, — это ложь. У меня нет доказательств по всем взрывам, но по некоторым есть. Я знаю, что эти взрывы устроили бандиты
Против версии о том, что взрывы были устроены российскими властями, высказался журналист Максим Соколов. Он также обращал внимание на то, что данная версия была придумана Борисом Березовским для достижения им определённых политических целей. В частности, в своей статье в газете «Известия» от 8 сентября 2001 года он написал:

Сенсации и следующего за ней взрыва народного гнева не произошло. Отчасти помешали некоторые логические изъяны версии, не объясняющей, каким образом можно учинить злодейство, требующее привлечения сотен исполнителей, и при этом избежать какой бы то ни было утечки информации (доказательства историка и чекиста строятся исключительно на рассуждении «Кому выгодно?») — хотя очевидно, что на такую информацию нашлось бы очень много покупателей. Отчасти сработало недостаточное доверие к источнику — Борису Абрамовичу и «Новой газете» верят только те, кто очень хочет верить всему, что они скажут, иные же граждане по отношению к данным безукоризненным источникам правды склонны проявлять необъяснимую брезгливость.

### Критика теории в научной литературе
Американский политолог Роберт Брюс Уэр указал, что наиболее простое и ясное объяснение взрывов домов — то, что они были делом рук исламских экстремистов с Северного Кавказа, которые таким образом пытались отомстить за нападение федеральных сил на исламистские анклавы в дагестанских деревнях Карамахи, Чабанмахи и Кадар. По мнению Уэра,

Если эти взрывы были организованы Хаттабом и другими ваххабитами в качестве расплаты за атаку федеральных сил на дагестанский Исламский Джамаат, то это бы объяснило время проведения терактов, а также почему теракты прекратились после изгнания боевиков из Дагестана. Это бы объяснило, почему ни один чеченец не взял ответственность за взрывы. Это бы объяснило указание Басаева на ответственность дагестанцев, и это согласовалось бы с первоначальным обещанием Хаттаба начать устанавливать «бомбы повсюду… взрывающиеся в их городах». Однако, если Хаттаб и другие ваххабиты были ответственны за взрывы, то это бы означало, что чеченцев обвинили безосновательно, и эта несправедливость положила начало многим последовавшим за ней несправедливостям.
Оригинальный текст (англ.)If the blasts were organized by Khattab and other Wahhabis as retribution for the federal attack on Dagestan’s Islamic Djamaat, then this would explain the timing of the attacks, and it would explain why there were no attacks after the date on which the insurgents were driven from Dagestan. It would explain why no Chechen claimed responsibility. It would explain Basayev’s reference to Dagestani responsibility, and it would be consistent with Khattab’s initial vow to set off “bombs everywhere... blasting through their cities.” Yet if Khattab and other Wahhabis were responsible for the blasts then this would mean that the Chechens were blamed unfairly, and this injustice would have contributed to many injustices that followed.

### Комментарии к фильму «Покушение на Россию» и книге «ФСБ взрывает Россию»
- Правозащитник Сергей Ковалёв:

Фельштинский, Литвиненко утверждают: ФСБ взрывает Россию. Мне не хочется в это верить, но я стараюсь быть непредвзятым человеком и я эту версию тоже не исключаю. Я никакую не исключаю, ни чеченского следа, ни следа ФСБ, ни каких бы то ни было промежуточных вариантов, а они тоже могут быть. Опыт показывает, что это часто бывает. Я, вообще, не большой сторонник теории заговоров. А ведь версия Литвиненко и Фельштинского чистый заговор. Но что бы ни казалось тебе предпочтительным, я полагаю, что расследователь обязан держаться золотого правила научных работников, это сродни. Не должно быть более резкого и более придирчивого критика гипотезы, нежели автор этой гипотезы. Уж он-то владеет всеми деталями. И он должен стремиться убить свою гипотезу, уничтожить её. А если ему не удастся, он вздыхает с облегчением и говорит: Ну вот, теперь это не гипотеза, теперь это доказанная вещь, теперь это теория, по крайней мере. Такого стремления со стороны авторов книги просто не видно. Я не стану уж говорить о том, что в самой книге, по тем эпизодам, которые мне как участнику хорошо известны, невероятное количество фантазии. Например, Будённовск. Это чистый вымысел, и ни одной ссылки, заметьте. Так не пишутся серьёзные книги, претендующие на достоверность.
- По мнению Вив Гроскоп, опубликованному в британском журнале The Observer, книга «ФСБ взрывает Россию» неубедительна. Гроскоп пишет, что из-за отсутствия прозрачности в книге её трудно читать как что-то большее, чем просто теорию заговора[128][129][130].

## Инциденты, упоминаемые в теориях

### Взрыв жилого дома в Волгодонске
12 сентября 1999 года в городе Волгодонске возле дома № 23 по улице Энтузиастов прогремел мощный взрыв. Как выяснили прибывшие на место оперативники, радиоуправляемое взрывное устройство было заложено в вылитый из цемента строительный блок, появившийся возле дома незадолго до взрыва. В подъезде были выбиты стёкла. Трое человек с ранениями от ожогов и осколков были госпитализированы. Первой версией этого взрыва был «чеченский след», однако позже выяснилось, что это было покушение на местного предпринимателя Евгения Кудрявцева, известного как преступный авторитет по кличке Адмирал, владевшего двумя крупнейшими торговыми комплексами.
Сообщение об этом взрыве появилось на лентах информагентств 13 сентября в 11 часов утра. В частности, издание Polit.ru в 11:53 сообщило: «Два человека ранены в результате взрыва неустановленного взрывного устройства, произошедшего вчера в городе Волгодонске Ростовской области, передает РИА „Новости“».
13 сентября председатель Госдумы России Геннадий Селезнёв на заседании Совета Госдумы заявил: «По сообщению из Ростова-на-Дону, сегодня ночью взорван жилой дом в Волгодонске».

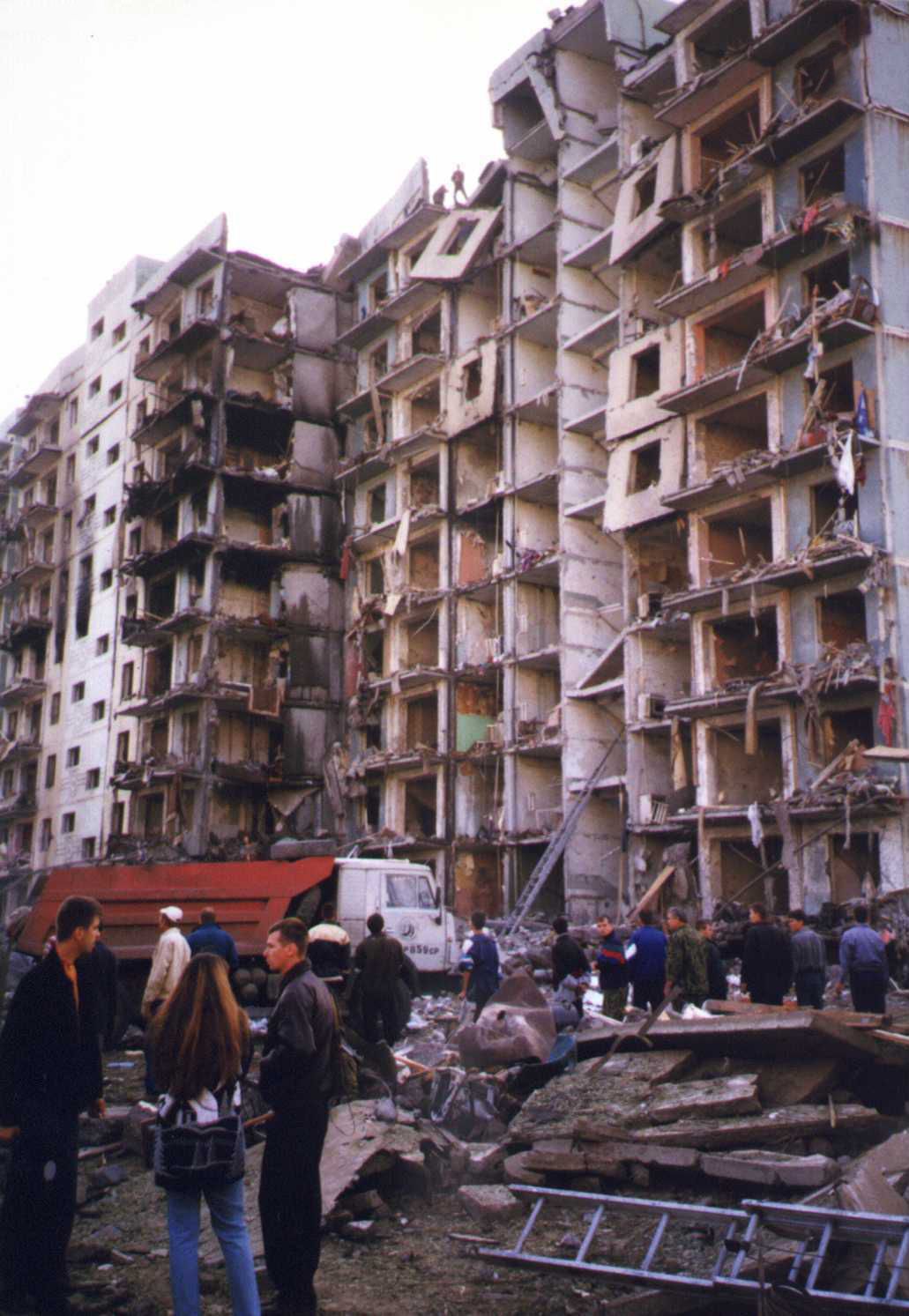
Последствия взрыва жилого дома в Волгодонске утром 16 сентября 1999 года

17 сентября депутат Госдумы, лидер думской фракции ЛДПР Владимир Жириновский заявил на заседании Госдумы:
Вспомните, Геннадий Николаевич, вы нам в понедельник [13 сентября] сказали, что дом в Волгодонске взорван, за три дня до взрыва. Это же можно как провокацию расценивать: если Государственная дума знает, что дом уже взорван якобы в понедельник, а его взрывают в четверг [16 сентября] <…> Как это произошло, что вам докладывают, что в 11 утра в понедельник взорван дом, и что, администрация Ростовской области не знала об этом, что вам об этом доложили? Все спят, через три дня взрывают, тогда начинают принимать меры.
Селезнёв, которому был адресован вопрос Жириновского, ушёл от ответа и передал слово другому депутату.
23 октября 1999 года газета «Вечерний Волгодонск» писала:
В местную прессу из центральных СМИ просочилась информация, будто в Госдуме за четыре дня до теракта знали о факте взрыва в Волгодонске. И сам спикер Геннадий Селезнев прочитал записку на эту тему. Как выяснилось, все так, кроме одного — самого взрыва. Речь в записке шла о том злополучном воскресном [произошедшем 12 сентября] взрыве, что прозвучал в нашем городе в ходе криминальных разборок, действительно, за четыре дня до теракта. Так развеиваются мифы и проясняются неизвестные широкой общественности факты.

Летом 2017 года Жириновский у журналиста и блогера Ю. Дудя отмечал: 
Видимо, ему [Селезнёву] позвонил кто-то и сказал, что совершён теракт и назвали Волгодонск. Здесь, видимо, планировались теракты; обстановка была ненормальная. Теракты, естественно, могли быть ближе к Кавказу — Ростовская область. Волгодонск потому, что там, по-моему, атомная станция или завод по производству… Это, конечно, вызвало подозрения о том, что ему сообщили, что теракт уже произошёл (а он не произошёл ещё). В этом плане… Он же четвёртый человек в стране, значит член Совета Безопасности, [поэтому] его обязаны информировать [о происшествиях] и он нам сообщил это. А это была ошибка — никакого теракта не было. <…> Обстановка была самая напряжённая, и теракты могли произойти в любой момент в любых точках и ФСБ отслеживало, где может произойти [теракт], и они уже знали, что определённая группа пришла в Волгодонск или в Рязань, или ещё где-то, но, возможно технически, сработало так, что информация была о том, что готовится теракт в Волгодонске, а по инерции кто-то мог передать, что произошёл теракт. Это уже был сбой технический, ибо по всей стране обстановка была сверхнапряжённая.
На вопрос о том, допускает ли Жириновский то, что «ФСБ и спецслужбы это сделали», он ответил:
Нет. Смотрите, <…> и так обстановка была напряжённой. Зачем же что-то ещё делать? <…> Знать они [ФСБ] могли — в этом плане оговорка была — где возможно будет теракт, как и сейчас <…>
Вячеслав Измайлов в статье, опубликованной в газете «Новая газета — Понедельник» 13 сентября 1999, называл следующие цели террористов: Дагестан, Ростов, Москва, Санкт-Петербург, а также, возможно, другие города.

### Неудавшийся взрыв жилого дома в Рязани
22 сентября 1999 года около 21 часа житель дома № 14/16 по улице Новосёлов в Рязани Алексей Картофельников заметил троих незнакомцев, двух мужчин и женщину, переносивших мешки из легковой машины в подвал. Цифровой код региона на госномере машины был заклеен бумагой, а на ней от руки написано число 62 (код Рязанской области). Картофельников вызвал милицию. Приехавшие через 40 минут милиционеры спустились в подвал и обнаружили три мешка по 60 кг каждый. Верхний мешок был вскрыт, по сообщениям СМИ в нём находилось вещество, похожее на сахар. Милиционеры доложили о находке в ОВД, вскоре у дома собралось руководство всех силовых структур Рязани и Рязанской области. Жильцов дома в срочном порядке эвакуировали из дома, и до утра им пришлось сидеть в соседнем кинотеатре.
Вскоре к дому приехала оперативная группа инженерно-технического отдела муниципальной милиции. Проведённый экспресс-анализ вещества из мешков показал присутствие гексогена. При осмотре содержимого мешков были обнаружены электронные часы, изготовленные в виде пейджера, и три батарейки, соединённые проводами. Время срабатывания устройства было установлено на 05:30 утра. Детонатором служила гильза от охотничьего патрона 12-го калибра, заполненная порохом.
Часть вещества, взятого из мешков, взрывотехники вывезли на свой полигон, расположенный в нескольких километрах от Рязани. Там они попытались подорвать его с помощью детонатора, также изготовленного из охотничьего патрона, но взрыва не произошло. Выдвигались версии причин отсутствия взрыва при попытке подрыва. Газета «Коммерсантъ» писала, что «по предположениям специалистов, террористы неправильно рассчитали пропорции, смешивая взрывчатку с сахаром». «Русский журнал» со ссылкой на мнение оперативников писал, что либо в мешках находился не гексоген, либо его количество было очень незначительным.
В начале 1 часа ночи мешки были вынесены из подвала, утром их отвезли на хранение во двор Главного управления гражданской обороны и чрезвычайных ситуаций. 23 сентября мешки были отправлены на экспертизу в экспертно-криминалистический центр МВД и в соответствующую лабораторию ФСБ. Согласно материалу, опубликованному в Новой Газете, руководство ФСБ объявило до окончания исследования, что найденное вещество представляет сахар с добавлением гексогена «для запаха».
23 сентября Следственным отделением управления ФСБ России по Рязанской области было возбуждено уголовное дело по статье 205 часть 1 УК РФ (покушение на терроризм).
Все службы Рязани были подняты по тревоге; был введён в действие план «перехват», перекрыты все выезды из города.
Автомобиль, использованный подозреваемыми, по данным журналиста Ирины Сизовой, был обнаружен пустым к вечеру на трассе Москва-Рязань в районе Коломны. В газете «Коммерсантъ», сообщается, что автомобиль числился в угоне и был оставлен на платной стоянке.
- 23 сентября в 9-часовом выпуске новостей телеканал ОРТ сообщил: «В Рязани сегодня ночью в спешном порядке были эвакуированы жильцы 12-этажного дома в одном из спальных районов города на улице Новосёлов. В подвале были обнаружены три мешка с веществом, экспресс-анализ которого показал наличие гексогена. Там же был найден взрыватель, таймер которого был установлен на 5:30 утра. Взрывотехники муниципальной милиции сразу же провели тест на взрывоопасность, но смесь не сдетонировала. Сейчас мешки направлены на экспертизу». В прямом эфире ОРТ начальник Октябрьского РОВД г. Рязани подполковник Сергей Кабашов заявил: «Экспертиза покажет, было ли это взрывчатое вещество или просто муляж»[152].
- 23 сентября в 11:26 сайт Polit.Ru передал слова представителя рязанского УВД о том, что сейчас ещё рано утверждать о наличии гексогена в найденных в подвале мешках с сахаром[153].
- 23 сентября в 13-часовом выпуске программы «Вести» было сообщено: «Взрывотехники муниципальной милиции провели предварительный анализ и подтвердили наличие гексогена. Сейчас содержимое мешков отправлено в московскую лабораторию ФСБ для получения точного заключения»[154].
- 23 сентября в 13:14 агентство Cry.Ru, со ссылкой на радио «Эхо Москвы», сообщило: «Представитель управления внутренних дел Рязанской области сообщил журналистам, что в настоящее время проводится тщательная экспертиза трёх обнаруженных в подвале дома мешков. Представитель УВД отметил, что сейчас рано ещё говорить о том, что в мешках находилась смесь сахарного песка с гексогеном»[155].
- 23 сентября в 16-часовом выпуске новостей телекомпания НТВ сообщила, что при экспертизе в подозрительных мешках взрывчатых веществ не обнаружено[156].
- 23 сентября около 17 часов председатель правительства России Владимир Путин, находясь в Ростове-на-Дону[157], заявил: «Что касается событий в Рязани. Я не думаю, что это какой-то прокол. Если эти мешки, в которых оказалась взрывчатка, были замечены — это значит, что все-таки плюс хотя бы есть в том, что население реагирует правильно на события, которые сегодня происходят в стране. Воспользуюсь вашим вопросом для того, чтобы поблагодарить население страны за это. Мы в неоплаченном долгу перед людьми и за то, что не уберегли, кто погиб, и благодарны им за ту реакцию, которую мы наблюдаем. А эта реакция очень правильная. Никакой паники, никакого снисхождения бандитам. Это настрой на борьбу с ними до конца. До победы. Мы обязательно это сделаем»[158].
- 23 сентября в 19:35[159] на телеканале НТВ вышла программа «Герой дня», гостем которой был начальник Центра общественных связей ФСБ РФ Александр Зданович. Зданович заявил, что, по предварительному заключению, гексогена в мешках, обнаруженных в Рязани, не было[160]. По словам Здановича, взрывателя тоже не было, а были обнаружены «некоторые элементы взрывателя»[160].
- 24 сентября в 12 часов, выступая на совещании по борьбе с оргпреступностью, глава МВД РФ Владимир Рушайло в числе прочего заявил: «Есть положительные сдвиги. Об этом, в частности, свидетельствует вчерашнее предотвращение взрыва жилого дома в Рязани»[158]. Через полчаса после этого заявления Рушайло[158] директор ФСБ Николай Патрушев заявил, что ФСБ проводила в Рязани антитеррористические учения и что никакого взрывчатого вещества в мешках не было[158].
- 4 октября газета «Новая газета — Понедельник» сообщила о том, что рязанское управление ФСБ наградило ценными подарками жителей города: Алексея Картофельникова, первым сообщившего в милицию о подозрительной машине, и сотрудницу рязанского АО «Электросвязь» Юхнову, которая доложила о переговорах лжетеррористов. По словам Юхновой[161],

Во мне сыграл профессиональный долг. Услышала подозрительный разговор, звонили в Москву: «Выезжайте по одному, везде перехваты…» Я доложила руководству, а дальше вы все сами знаете… Конечно, учения нужны. Но не такие. Работать с народом нужно помягче. Все-таки большой стресс…
По данным журналиста Владимира Чеснокова, 22 сентября ранее звонка Картофельникова в милицию поступила информация от жителя Москвы о готовящемся взрыве жилого дома в Рязани на той же улице, но в другом доме.
В 2000 году в одной из передач «Независимого расследования» на НТВ прошла дискуссия между жильцами того самого дома в Рязани и сотрудниками ФСБ. Со стороны жильцов дома выступал среди прочих Алексей Картофельников. Позицию ФСБ представляли Александр Зданович, Александр Сергеев и Станислав Воронов. Также в дискуссии участвовали писатель Константин Преображенский, эксперт-взрывник Рафаэль Гильманов, профессор Александр Портнови другие. Среди них был и адвокат Павел Астахов, взявший на себя инициативу добиться моральной компенсации для пострадавших рязанцев, однако позже забросивший это дело: сразу после съёмок сотрудники ФСБ угрожали адвокату, а в течение следующих десяти лет Павел Астахов сильно продвинулся в политике. Впоследствии ведущий передачи Николай Николаев назвал аргументацию представителей ФСБ «крайне слабой» и отметил, что она не убеждала жильцов дома. После передачи за ведущим Николаем Николаевым была организована слежка и ему на время пришлось уехать за границу.

#### Предполагаемые аресты сотрудников ФСБ в Рязани
Ряд сторонников теории утверждает, что в какой-то момент органами правопорядка в Рязани были задержаны сотрудники ФСБ, которых освободили по приказу из Москвы. Сторонники официальной версии игнорируют данные соображения. В то же время сторонники версии о причастности ФСБ к терактам называют различные обстоятельства предполагаемых арестов.

##### Сторонники официальной версии
Рустам Арифджанов в статье, опубликованной в 2002 г. в газете «Совершенно секретно», не упоминает какие-либо аресты. Согласно данной статье, сотрудники ФСБ покинули Рязань разными путями и в различное время после звонка в Москву 23 сентября 1999 г., во время которого старший группы получил указание срочно прибыть к месту постоянной дислокации. Заявление Патрушева 24 сентября было сделано после того, как письменный отчёт старшего группы о проведённой операции поступил его непосредственному начальнику.

##### Сторонники версии о причастности ФСБ
Журналист Джон Свини в статье, опубликованной в марте 2000 г. в газете «Guardian», утверждает со ссылкой на Бориса Кагарлицкого, что двое сотрудников ФСБ были арестованы рязанской милицией 22 сентября при попытке заложить взрывное устройство. Согласно данной версии, заявление Патрушева о том, что в Рязани проводились учения, было сделано через 2 дня после ареста сотрудников ФСБ.
Согласно версии Литвиненко и Фельштинского, изложенной в книге «ФСБ взрывает Россию», заявление Патрушева о том, что в Рязани проводились учения, было спровоцировано докладом рязанского УФСБ о готовящемся аресте предполагаемых террористов. Авторы считают очевидным, что, нарушив приказ Патрушева не арестовывать террористов, 24 сентября рязанское УФСБ арестовало неизвестное количество сотрудников ФСБ.
Согласно версии Дэвида Сэттера, изложенной в книге «Тьма на рассвете: Взлёт Российского уголовного государства», двое сотрудников ФСБ были арестованы рязанской милицией в период между телефонным звонком в Москву 23 сентября и заявлением Патрушева 24 сентября.
Журналист Кэтрин Белтон пишет, что взяла интервью у бывшего кремлёвского чиновника, в котором тот заявил, что слышал, как Патрушев прямо говорил о том, что на самом деле произошло в Рязани. Утверждается, что Патрушев однажды разгневался по поводу того, что министр внутренних дел Владимир Рушайло, оставшийся со времён Ельцина и тесно связанный с Березовским, почти раскрыл причастность ФСБ к взрывам: его офицеры были близки к тому, чтобы поймать агентов ФСБ, которые заложили взрывчатку. Рушайло почти сорвал всю операцию, ища компрометирующую информацию против ФСБ и Патрушева. ФСБ было вынуждено отступить и заявить, что в мешках не было ничего, кроме сахара, чтобы предотвратить дальнейшее расследование.

#### Версия учений
Сторонники этой версии считают события в Рязани учениями, проводившимися в рамках операции «Вихрь-антитеррор». Версии учений придерживаются Рустам Арифджанов, Андрей Солдатов и Ирина Бороган.
В номере газеты Совершенно секретно за июнь 2002 года вышла статья Арифджанова «А город не знал, что ученья идут», описывающая учения в Рязани от лица трёх сотрудников ФСБ.
В книге «The New Nobility: The Restoration of Russia’s Security State and the Enduring Legacy of the KGB», опубликованной в 2010 году, Солдатов и Бороган высказались в пользу версии учений, но подвергли критике поведение ФСБ в медийном пространстве.

По мнению авторов, в Рязани действительно проводились учения. Подобные учения типичны для «Вымпела», специального подразделения ФСБ, занимающегося проверкой эффективности антитеррористических мер на объектах, подобных АЭС. Но также, согласно впечатлению авторов, ФСБ без необходимости усугубила этот кризис, предоставив объяснение, которое, ответив на некоторые вопросы, вызвало ещё больше вопросов. Мысль о том, что ФСБ могла быть причастна к взрывам [жилых домов] с целью привести Путина к власти, стала теорией заговора, вышедшей из-под контроля. До сих пор ФСБ не смогла парировать эти теории, предоставив убедительные свидетельства того, что в действительности произошло в Рязани.
Оригинальный текст (англ.)The authors believe that there were indeed exercises carried out in Ryazan. Such exercises are typical for Vympel, a special unit of the FSB with the mission of verifying the efficacy of counterterrorism measures at locales like nuclear plants. But it is also the authors' impression that the FSB needlessly bungled the crisis by giving an explanation that raised more questions than it answered. The idea that the FSB might have been involved in the bombings to help bring Putin to power became a runaway conspiracy theory. To date, the FSB has failed to counteract this speculation with convincing evidence of what did happen in Ryazan.

Генеральная прокуратура РФ провела расследование рязанского инцидента. Согласно её заключению, опубликованному в 2002 году, в Рязани проводились именно учения. При первоначальном расследовании экспертиза вещества, находившегося в мешках, производилась путём пробного подрыва на полигоне 3 кг отобранного вещества. Взрыва не произошло. При дополнительном расследовании, назначенном по требованию Генпрокуратуры, было заявлено, что, по данным взрывотехнической экспертизы, «…в мешках находилась сахароза — дисахарид на основе глюкопиранозы и фруктофуранозы. Следов бризантных взрывчатых веществ (тротила, гексогена, октогена, тэна, нитроглицерина, тетрила и пикриновой кислоты) в исследуемом веществе не обнаружено. Исследование часов, элементов питания, патрона, лампы и проводов показало, что эти предметы хотя и составляли единый электронный блок, однако он не пригоден для подачи напряжения при срабатывании будильника часового механизма и не является подрывным устройством.» Также было отмечено, что «…операция в Рязани была спланирована и осуществлена ненадлежащим образом, в частности, не был регламентирован вопрос о пределах проведения этого мероприятия, информирование представителей местных органов или правопорядка об учебном характере закладки, в случае её обнаружения, не предусматривалось».
В декабре 2001 года была проведена пресс-конференция управления ФСБ по Рязанской области. На пресс-конференции руководитель управления О. Дуканов дал комментарий к публикациям в «Новой газете» и заявлению Бориса Березовского о причастности ФСБ к взрывам домов и комментарий к рязанскому инциденту. По мнению газеты «Рязанские ведомости», он доказательно опроверг эти публикации в «Новой газете». Разъяснения дал и эксперт Юрий Ткаченко. Эксперт в числе прочего заявил, что во-первых, газовый анализатор при экспресс-анализе не использовался. Во-вторых, по его словам, якобы «взрыватель» в рязанских мешках представляет собой охотничий патрон, и он не может подорвать ни один из известных видов взрывчатого вещества.
Согласно утверждениям в фильме «Покушение на Россию» версия ФСБ с учениями появилась ровно в тот момент, когда фактически готовился арест подозреваемых.
В 2003 году журналист газеты Коммерсантъ Ольга Алленова ознакомилась с материалами уголовного дела против сотрудников УФСБ РФ по Рязанской области, полученными депутатом государственной думы Сергеем Ковалёвым. Согласно протоколам о возбуждении и прекращении уголовного дела, после того, как были обнаружены мешки, и жителей эвакуировали, приехавший эксперт-взрывник дважды провел экспресс-анализ вещества, находившегося в мешках, который показал отсутствие частиц взрывчатого вещества. Приехавший после этого начальник инженерно-технического отделения (ИТО) муниципальной милиции Рязани самостоятельно провел экспресс-анализ вещества в мешках, и обнаружил частицы взрывчатого вещества типа «гексоген». Согласно выводам следствия, противоречие между результатами двух экспертиз объясняется наличием частиц гексогена на руках начальника ИТО, который накануне работал с гексогеносодержащими взрывчатыми веществами, не используя стерильные перчатки.
В 2000 году было опубликовано интервью с подполковником Максимовым, начальником следственного отделения УФСБ РФ по Рязанской области. По мнению Максимова, причиной ошибочного результата экспресс-анализа стало загрязнение рук начальника ИТО Юрия Ткаченко следами пластита (в состав которого входит гексоген) после суточного дежурства.
По версии начальника УФСБ РФ по Рязанской области Александра Сергеева, процитированной в 2000 году в программе Николаева «Независимое расследование», причиной неверного результата экспресс-анализа стало загрязнение крышки чемодана, содержащего оборудование саперов. Процедура анализа заключалась в том, что эксперт-взрывотехник тер исследуемое вещество специальными бумажками, после чего распылял на бумагу аэрозоль и следил за изменением цвета бумаги. Для проведения анализа взрывотехник насыпал образцы сахара из мешков на крышку чемодана, загрязненную гексогеном до инцидента в Рязани. В результате чего получил ошибочный результат.

#### Версия о причастности ФСБ
Примечание: ниже приводятся двусторонние доводы, разбитые на пары аргумент-контраргумент.
Сторонники этой версии считают, что сотрудники ФСБ, закладывавшие мешки в подвал жилого дома в Рязани, намеревались устроить взрыв. По мнению сторонников данной версии, это было нужно для того, чтобы оправдать в глазах населения ввод войск в Чечню и повысить президентский рейтинг Владимира Путина. Ниже перечислены основные аргументы, которые обычно приводятся конспирологами:
Аргумент: 23 сентября пресс-центр МВД сообщил, что при исследовании вещества из мешков обнаружены пары гексогена, а начальник Рязанского УФСБ генерал-майор Сергеев поздравил жильцов со вторым рождением.
Контраргумент: Вместо газового анализатора был использован набор для обнаружения взрывчатых веществ методом цветных химических реакций, который показал ошибочный результат из-за загрязнения рук взрывотехника (или футляра, в который упакован набор) частицами гексогена.
Аргумент: 27 августа 2001 года в «Новой газете» была опубликована статья Александра Литвиненко и Юрия Фельштинского, в которой утверждалось, что Юрий Васильевич Ткаченко, эксперт-взрывотехник, разминировавший устройство, настаивал, что оно было настоящее. Согласно статье, Ткаченко сказал, что обезвреженный детонатор был изготовлен на профессиональном уровне и муляжом не был. Он также сказал, что газоанализатор, проверявший пары из мешков, показал наличие гексогена. По словам Ткаченко, о неправильной работе анализатора не могло быть и речи, так как анализатор был на уровне мировых стандартов, стоил 20 тысяч долларов США и обслуживался специалистом по строгому графику. Специалист проверял анализатор после каждого использования, а также выполнял профилактические проверки. Ткаченко указал, что особая тщательность в работе с прибором была необходима, потому что жизни взрывотехников зависели от надёжности их аппаратов.
Контраргумент 1: Взрыватель, использованный в Рязани, если предположить, что он был боевым, не был предназначен для подрыва того типа взрывчатки, наличие которой в «рязанских мешках» предполагают сторонники версии (сахар в смеси с гексогеном). Для подрыва такой взрывчатки требуется очень мощный детонатор, мощностью примерно 400 грамм в тротиловом эквиваленте. Патрон от охотничьего ружья, заполненный порохом, такую мощность дать не мог.
Контраргумент 2: Газовый анализатор (МО-2) не мог быть использован для детектирования паров гексогена. Это связано с тем, что давление насыщенных паров гексогена при максимальной температуре воздуха в день инцидента (15 °C) составляет 1,1 ppt, что на порядок меньше пороговой чувствительности газового анализатора, равной 10 ppt.
Аргумент: С точки зрения статистики ситуация в 1999 году складывалась не на пользу федерального правительства России, несмотря на очевидную необходимость возвращения Чечни в состав федерации, бо́льшая часть населения страны была против продолжения войны в Чечне, начать открытые боевые действия под любым предлогом, означало бы вызвать неодобрение со стороны народа, а как результат вызвать недоверие к правительству, нужен был повод для выхода из ситуации.
Контраргумент: У руководства России к лету 1999 года было достаточно причин для решительных мер против Чечни. Это и многочисленные нападения боевиков на соседние с Чечнёй регионы, и похищения людей, включая таких, как генерал Геннадий Шпигун и представитель президента России в Чечне Валентин Власов, и угрозы применения силы со стороны лидеров боевиков.
Аргумент: 14 августа 1999 года рейтинг Путина составлял 5 %, 28 августа — 12 %, для большинства россиян Путин являлся новой политической фигурой, о которой ещё не сложилось определённое впечатление, но к октябрю его рейтинг почему-то вырос до 39 %.
Контраргумент: Путин заслужил поддержку народа благодаря успешным действиям, направленным на борьбу с терроризмом. По мнению Строуба Толботта:

Не было никаких свидетельств в поддержку этой теории заговора, хотя общественное мнение россиян действительно укрепилось в том, чтобы поддержать Путина в его решимости провести быстрое, решающее контрнаступление.
Оригинальный текст (англ.)There was no evidence to support this conspiracy theory, although Russian public opinion did indeed solidify behind Putin in his determination to carry out a swift, decisive counteroffensive.

Аргумент: Согласно книге Литвиненко и Фельштинского, в Рязани после того, как было установлено плотное наблюдение за всеми выездами из города, работница переговорного пункта Надежда Юханова заявила, что ей удалось подслушать междугородный разговор с Москвой, в котором адресат разговора посоветовал звонящим выезжать из города по одному, так как «везде перехваты». Согласно книге Литвиненко и Фельштинского, переговоры шли с АТС московского ФСБ.
Контраргумент: Согласно утверждениям Патрушева и статье Арифджанова, при проведении учений в Рязани были задействованы демаскирующие факторы, такие как использование автомашины с заклеенным бумагой госномером и поведение сотрудников ФСБ (которые закупали все необходимое для создания муляжа бомбы непосредственно в Рязани). Другие авторы относят к демаскирующим факторам выбор людного места для закладки муляжа бомбы, время закладки муляжа (вечер, когда большинство людей вернулось с работы, но ещё не легло спать), а также сам факт звонка сотрудников ФСБ в Москву.
Аргумент: Согласно главе из книги Литвиненко и Фельштинского, опубликованной в «Новой газете» в 2001 году, против официальной версии о том, что инцидент в Рязани был учениями ФСБ, выступает несколько фактов:
- то, что ФСБ не оповестила население о том, что в Рязани проводятся учения ни тогда, когда сахарные мешки были только обнаружены, ни тогда, когда отечественные и зарубежные СМИ сообщали о предотвращённом теракте в Рязани, ни тогда, когда ситуацию в Ростове-на-Дону в контексте теракта комментировал премьер-министр Владимир Путин;
- то, что на семь часов вечера 23 сентября 1999 года от Путина не последовало заявления о проводившихся в Рязани учениях, было самым веским указанием в пользу версии о неудавшейся попытке ФСБ произвести подрыв жилого дома в Рязани;
- самым удивительным в ситуации, по мнению Литвиненко и Фельштинского, является то, что об учениях ничего не знал В. Б. Рушайло, возглавлявший комиссию по борьбе с терроризмом.

Также газета сообщает, что старший офицер по связям с общественностью (пресс-секретарь) УФСБ Рязанской области Юрий Блудов сообщил, что заявление Патрушева об учениях было для местных сотрудников органов госбезопасности полной неожиданностью.
Контраргумент: В средствах массовой информации было предложено два объяснения, почему учения ФСБ не были прекращены сразу же после обнаружения мешков с подозрительным веществом или во время поиска предполагаемых террористов.
- Согласно статье Дворникова и Раскина в газете «Время МН», опубликованной 29 сентября 1999 года, изначально предполагалось прекратить учения сразу после обнаружения «мешков со взрывчаткой» — как только выяснится, что мешки содержат сахар. Однако, планы, как сообщается, спутал экспресс-анализ местного УВД, который обнаружил примесь гексогена. Первые часы руководство учений пребывало в растерянности — что, если они что-то напутали, или их планы каким-то образом совпали с планами настоящих террористов? Ситуация изменилась только утром 23 сентября, когда стало известно, что экспресс-анализ проводился на устаревшем оборудовании, и результат анализа не был достоверным[197].
- Согласно интервью с Николаем Патрушевым 25 сентября 1999 года на канале ОРТ, учения ФСБ были продолжены потому, что рязанским правоохранительным органам не удалось задержать сотрудников ФСБ «по горячим следам», и ФСБ хотела получить реальную картину о дальнейших действиях правоохранительных органов[195].

Аргумент: В передаче Николаева «Независимое расследование», показанной на канале НТВ в марте 2000 г., житель дома № 14/16 по улице Новосёлов в Рязани Алексей Картофельников сообщил, что видел мешки в подвале дома с расстояния три метра. По словам Картофельникова, содержимое мешков было желтоватого цвета, и напоминало гранулы, наподобие мелко порезанной вермишели.
Контраргумент: Присутствовавший на передаче бывший начальник УФСБ по Москве и Московской области Евгений Савостьянов обратился с вопросом к следователю, проводился ли опрос свидетелей на предмет установления факта, что это тот же материал, который они видели на месте взрыва. Савостьянов обратил внимание на то, что сахар и жёлтое вещество типа сечёной вермишели немножко различаются. Начальник УФСБ по Рязанской области Александр Сергеев ответил, что сахар производства Курской и Воронежской областей имеют различный цвет, а сахар кубинского производства вообще жёлтый.
Аргумент: Редактор сайта «Путинизм» Артём Круглов изложил версию о том, что вещество в мешках подвала дома в Рязани представляло собой смесь тротила и гексогена. Согласно этой версии, гексоген присутствовал в смеси в виде бесцветных кристаллов небольшого размера, а «жёлтая вермишель», описанная Картофельниковым, представляла собой чешуированный тротил.

#### Версия имитации теракта
Сторонники этой версии считают события в Рязани попыткой правоохранительных органов инсценировать террористический акт, а затем «раскрыть» его.
Эту версию высказал эксперт аналитического отдела движения «За права человека», историк Евгений Ихлов: «Версия Фельштинского представляется мне крайне маловероятной. (…) В стране безумная паника. Панику нужно канализировать в виде некой мобилизующей энергетики. Для этого нужна победа славных органов с предотвращением теракта и поимкой террористов. По моим данным, в Рязани была сильная чеченская община, криминализованная и ориентированная на рынок. Поэтому найти одного-двух кавказцев с криминальным следом — как показал московский опыт — это вполне решаемая задача. При инсценировке теракта газовый анализатор должен показать наличие паров гексогена, для этого достаточно было напитать сахар этими парами. Взрыватель, естественно, также должен быть совсем не муляжом — отсюда и возникшие впоследствии споры вокруг взрывателя. А дальше произошло непредвиденное. Рязанская милиция сработала значительно лучше, чем от неё ждали. Оперативники вышли на тех, кто действительно закладывал мешки в подвал. Единственным способом избежать скандала в этой ситуации оказалось выдвижение версии об учениях. Решая вопрос, быть им преступниками или дураками, инициаторы ложного теракта предпочли последнее».
Этой версии также придерживаются журналист Юлия Латынина и правозащитник Сергей Ковалёв.

#### Предложение направить парламентский запрос на имя Генпрокурора РФ
В марте 2000 года депутаты Госдумы от фракции «Яблоко» Сергей Иваненко и Юрий Щекочихин предложили направить парламентский запрос на имя и. о. Генпрокурора РФ по поводу событий в Рязани. Это предложение не нашло достаточной поддержки в Госдуме. За инициативу проголосовали большинство членов фракций «Яблоко», ОВР, СПС, КПРФ, Агропромышленной группы, против — «Регионы России», «Единство» и «Народный депутат».

#### Уголовное дело по рязанскому инциденту
По утверждению Дарьи Юдиной из «Новой газеты», материалы уголовного дела, возбуждённого УФСБ РФ по Рязанской области, были засекречены.
В начале 2003 года депутат Госдумы Сергей Ковалёв обратился в суд с иском, который состоял из двух частей: в первой С. Ковалёв потребовал признать действия Генерального прокурора РФ, отказавшего ему в выдаче процессуальных документов, касающихся учений ФСБ в Рязани в 1999 году, незаконными, во второй — принудить прокуратуру эти документы ему выдать. 4 февраля 2003 года С. Ковалёв сообщил, что Генеральный прокурор Владимир Устинов вручил ему требуемые документы на личной встрече до заседания суда, поэтому вторая часть иска была снята Ковалёвым. 4 февраля 2003 года суд отказал в удовлетворении иска.

## Утверждения о преследовании сторонников теорий
В разное время различными сторонниками версии о причастности российских властей к взрывам высказывались утверждения о том, что те, кто поддерживал данную версию или вёл собственное расследование, подвергались преследованиям и нападениям, а некоторые были убиты. В частности, об этом писал журналист Скотт Андерсон.

### Сергей Юшенков, Юрий Щекочихин
Два члена общественной комиссии под председательством Ковалёва, депутаты Госдумы Сергей Юшенков и Юрий Щекочихин погибли в 2003 году с разницей в несколько месяцев. В организме Щекочихина, в частности, обнаружен ядовитый фенол, который не должен находиться в организме человека. Согласно заключению судебно-медицинской экспертизы, причина смерти Юрия Щекочихина — тяжёлая общая интоксикация, выразившаяся в синдроме Лайелла.
Суд присяжных нашёл Михаила Коданёва виновным в убийстве Сергея Юшенкова с целью устранить политического конкурента, и 18 марта 2004 года Коданёв был осужден. Коданёв являлся сопредседателем лояльного Борису Березовскому крыла партии «Либеральная Россия». Этот приговор поддержали семья Юшенкова и его коллеги по партии «Либеральная Россия».
Расследование по делу о смерти Щекочихина проводил следственный комитет при прокуратуре России. Московские следователи отмечали, что картина смерти Щекочихина и бывшего работника ФСБ, эксперта комиссии Литвиненко в 2006 году — практически одна и та же. Главный редактор «Новой газеты» и начальник Щекочихина Дмитрий Муратов связывал смерть журналиста не со взрывами, а с делом торговых домов «Гранд» и «Три кита», в которые замешано ФСБ. Он утверждал, что «за несколько дней до ухудшения самочувствия Щекочихин запланировал поездку в Нью-Йорк: 19 июля он должен был встретиться с сотрудниками ФБР, которые хотели передать российскому журналисту оригиналы документов об отмывании денег через Bank of New York», имеющих отношение к делам «Гранда» и «Трёх китов», расследованием которых активно занимался Щекочихин.
Ответственный секретарь общественной комиссии по расследованию взрывов правозащитник Лев Левинсон заявил, что не связывает смерть Сергея Юшенкова и Юрия Щекочихина с их работой в этой комиссии.

### Михаил Трепашкин
Юрист комиссии С. Ковалёва Михаил Трепашкин был арестован в октябре 2003 года. Его досрочное освобождение было опротестовано и он был возвращён в колонию. В июне 2006 года адвокат Трепашкина Сергей Кузнецов направил заявление в Генеральную прокуратуру РФ, о том, что руководители колонии № 13 Нижнего Тагила угрожали его подзащитному убийством, ссылаясь на высших чинов Главной военной прокуратуры России и ФСБ. Адвокат утверждал, что Трепашкину принудительно вводят психотропные средства. По мнению адвокатов Трепашкина, причиной ареста стало то, что он представлял потерпевших на судебных процессах по взрывам и его собственное расследование терактов. За день до своего ареста Трепашкин передал информацию о том, что он опознал В. Романовича в фотороботе человека, снимавшего склад на ул. Гурьянова.
Михаил Трепашкин стал известен после того, как 18 ноября 1998 года принял участие в пресс-конференции, на которой бывший сотрудник ФСБ Александр Литвиненко и его коллеги заявили, что по приказу руководства ФСБ должны были организовать убийство Бориса Березовского и его самого. Обвинение Трепашкину было выдвинуто в связи с хранением дома служебных документов.

### Александр Литвиненко, Анна Политковская
В 2006 году были убиты расследовавшая теракты в 2004 году журналист Анна Политковская, а также соавтор книги «ФСБ взрывает Россию» (2001 год), бывший работник ФСБ России Александр Литвиненко.

### Комментарии
1. ↑  Павла Евдокимова, Сергея Ковалёва, Олега Орлова, Максима Соколова, Юлии Латыниной, а также британской газеты «The Observer»